# Jastrząb (Szydłowiec)
Pour les articles homonymes, voir Jastrząb.
Jastrząb [ˈjastʂɔmp] est un village polonais de la gmina de Jastrząb, du powiat de Szydłowiec et dans la voïvodie de Mazovie.
Il est le siège administratif de la gmina de Jastrząb et comptait 1 089 habitants en 2008.
Il est situé à environ 8 kilomètres à l'est de Szydłowiec et à 108 kilomètres au sud de Varsovie.